# You Fail Me
You Fail Me es el quinto álbum de estudio de la banda de metalcore Converge. Fue lanzado el 21 de septiembre de 2004 a través de Epitaph Records. Es el primer lanzamiento de la banda en esa discográfica; previamente estaban con Equal Vision Records. También fue el primer lanzamiento de la banda en entrar a una lista comercial, alcanzando el número 171 en los Billboard 200. El álbum fue producido por Alan Douches junto con el guitarrista Kurt Ballou y las ilustraciones fueron creadas por el vocalista Jacob Bannon.

## Escritura y grabación
Converge comenzó a escribir para You Fail Me después de que terminaron de grabar Jane Doe. Escribieron en el camino durante las pruebas de sonido de los shows. Gran parte del material se trabajó en un entorno en vivo, antes de que la banda ingresara al estudio. Bannon declaró que "definitivamente se agregó un nuevo nivel de refinamiento al material del álbum". La grabación para el álbum se inició en marzo de 2004, principalmente en GodCity Studio, sin embargo, la grabación adicional tuvo lugar en Magpie Sound Design y Witch Doctor Studio.

## Lanzamiento y promoción
El 21 de septiembre de 2004, Converge lanzó su quinto álbum de estudio, You Fail Me. La primera gira de Converge para promocionar You Fail Me comenzó en septiembre de 2004 con Cave In y Between the Buried and Me. En esta gira, Converge vendió copias del álbum del proyecto paralelo de Bannon, Rise of the Great Machine de Supermachiner, el álbum se limitó a 50 copias. El 14 de febrero de 2005 se lanzó un video musical para la canción «Eagles Become Vultures», el video musical fue dirigido por Zach Merck.

## Estilo musical y temática
Cuando se le preguntó sobre el concepto del álbum, Bannon dijo:
"Líricamente/Temáticamente: después de que Jane Doe fuese grabada y lanzada, pensé que iba a sentir la carga emocional que llevaba cargando en mis hombros. Tenía todas las piezas del rompecabezas frente a mí. Los puntos de venta traen el cierre, o al menos eso fue lo que pensé. Con eso, me arriesgué a buscar una resolución emocional con "Jane..." y nunca llegó. Cuando se publicó el álbum, no me sentía mejor, nada cambió. La depresión siguió colapsando sobre sí misma. En ese momento, dejé de esperar y buscar, y examiné con detenimiento mi vida y mi corazón. Realicé una gran cantidad de análisis de conciencia y encontré tanto fracaso en mi interior. Fue ahí cuando comencé a ver con claridad otra vez, también vi el fracaso en amigos y seres queridos a mi alrededor. Cómo nos fallamos unos a otros y cómo nos fallamos a nosotros mismos. Estas son canciones de fracaso. Y, en última instancia, sobreviviendo a la autodestrucción y la tragedia, la cual todos enfrentamos en nuestras vidas. Musicalmente nuestro único objetivo era escribir un disco que nos conmoviera y nos desafiara. Sentimos que hemos logrado eso".
Bannon afirma que las letras son "de opinión" y que definitivamente hay una rabia en los escritos que no son evidentes en los álbumes anteriores.

## Recepción

### Recepción de la crítica
Adam Turner-Heffer de Sputnikmusic dijo que "Son tan importantes como Botch y Palehorse en sus propios géneros, y con [You Fail Me], están aquí para demostrarlo."
Sam Ubl de Pitchfork elogió el álbum al afirmar que "No solo Converge retuvo (incluso afiló) su corte de cuchillas de afeitar, ahora están reforzados por un bajo nivel".

### Listas
Fue el primer álbum de la banda en entrar a una lista comercial, alcanzando el número 171 en el Billboard 200. También se ubicó en el número 12 en el Top Heatseekers y en el número 16 en las listas de Álbumes independientes.

## You Fail Me Redux
El 17 de junio de 2016, Converge reeditó el álbum bajo el nombre You Fail Me Redux a través de Epitaph y Deathwish. La banda "nunca estuvo del todo contenta con la mezcla original" y el guitarrista Kurt Ballou remezcló el álbum y Alan Douches lo remasterizó. You Fail Me Redux también presenta una portada diferente con un esquema de color invertido, una mano delineada en negro sobre un fondo blanco. El redux tenía la misma lista de canciones que la versión de vinilo del álbum original.

Kurt Ballou explicó en una entrevista con Noisey por qué sentía que el álbum debía ser remezclado y remasterizado:
"Probablemente desde que hicimos No Heroes [en 2006]. You Fail Me fue la última vez que Converge hizo un disco en el que no participé en todo el proceso de ingeniería. El disco que siguió a You Fail Me, que fue No Heroes, fue la primera vez que grabé y mezclé un disco de Converge, con la excepción de The Poacher Diaries, que fue un EP o un Split. Al completar No Heroes y lograr que mis compañeros estuvieran contentos con el trabajo que hice en ese disco, pensé que realmente me gustaría volver a mezclar You Fail Me. Grabé eso, pero Matt Ellard, quien realizó la mayor parte del trabajo de ingeniería en Jane Doe, fue el que lo mezcló. Pero también fue mezclado en menos de circunstancias ideales".
"Jane Doe fue mezclada en Fort Apache en una consola con la que Matt estaba familiarizado, y tuvimos tiempo suficiente para hacer esas mezclas. Con You Fail Me, vino y lo mezcló en mi estudio, en el que nunca había trabajado antes, y era una consola desconocida para él. Es un ingeniero muy maleable y puede trabajar en cualquier parte, pero probablemente no fue su mejor elección mezclar en mi lugar. También tuvimos apagones durante las mezclas. No recuerdo los detalles exactos, pero creo que reservamos seis días para mezclar con él, pero terminó teniendo que hacerlo en alrededor de tres, porque había trabajado durante media hora y se había acabado el suministro eléctrico. Se mezcló en el verano. En condiciones de apagón, teníamos electricidad en la mañana cuando aún estaba relativamente fresco, pero luego, y a medida que las cosas se calentaban por la tarde, perderíamos el poder. Así que pasó mucho tiempo tumbado en el sofá esperando que la electricidad volviera. Todavía pienso que el resultado fue genial, pero había algo no encajaba de canción a canción y algunos otros detalles que me dieron ganas de volver a mezclarla. Sónicamente, quería que encajara más lógicamente entre Jane Doe y No Heroes".

## Lista de canciones
Todas las letras escritas por Jacob Bannon, toda la música compuesta por Converge. 
| N.º | Título                   | Duración |  |
| 1.  | «First Light»            | 1:01     |  |
| 2.  | «Last Light»             | 3:33     |  |
| 3.  | «Black Cloud»            | 2:19     |  |
| 4.  | «Drop Out»               | 2:31     |  |
| 5.  | «Hope Street»            | 1:06     |  |
| 6.  | «Heartless»              | 2:28     |  |
| 7.  | «You Fail Me»            | 5:36     |  |
| 8.  | «In Her Shadow»          | 6:25     |  |
| 9.  | «Eagles Become Vultures» | 2:10     |  |
| 10. | «Death King»             | 2:07     |  |
| 11. | «In Her Blood»           | 4:06     |  |
| 12. | «Hanging Moon»           | 2:04     |  |

| Vinyl edition |                                     |          |  |
| N.º           | Título                              | Duración |  |
| 1.            | «First Light»                       | 1:01     |  |
| 2.            | «Last Light»                        | 3:33     |  |
| 3.            | «Black Cloud»                       | 2:19     |  |
| 4.            | «Drop Out»                          | 2:31     |  |
| 5.            | «Hope Street»                       | 1:06     |  |
| 6.            | «Heartless»                         | 2:28     |  |
| 7.            | «You Fail Me»                       | 5:36     |  |
| 8.            | «In Her Shadow»                     | 6:25     |  |
| 9.            | «Eagles Become Vultures»            | 2:10     |  |
| 10.           | «Wolves at My Door» (Canción bonus) | 2:32     |  |
| 11.           | «Death King»                        | 2:07     |  |
| 12.           | «In Her Blood»                      | 4:06     |  |
| 13.           | «Hanging Moon»                      | 2:04     |  |

| Redux |                          |          |  |
| N.º   | Título                   | Duración |  |
| 1.    | «First Light»            | 1:01     |  |
| 2.    | «Last Light»             | 3:33     |  |
| 3.    | «Black Cloud»            | 2:19     |  |
| 4.    | «Drop Out»               | 2:31     |  |
| 5.    | «Hope Street»            | 1:06     |  |
| 6.    | «Heartless»              | 2:28     |  |
| 7.    | «You Fail Me»            | 5:36     |  |
| 8.    | «In Her Shadow»          | 6:25     |  |
| 9.    | «Eagles Become Vultures» | 2:10     |  |
| 10.   | «Wolves at My Door»      | 2:32     |  |
| 11.   | «Death King»             | 2:07     |  |
| 12.   | «In Her Blood»           | 4:06     |  |
| 13.   | «Hanging Moon»           | 2:04     |  |

## Personal
El personal de You Fail Me proveniente de las notas del CD.
| Converge - Jacob Bannon: voz, letras - Kurt Ballou: guitarra, coros, bajo, teclado, percusión - Nate Newton: bajo, coros - Ben Koller: batería, percusión Músicos adicionales - Shawn Moseley: piano en "In Her Shadow" | Producción - Kurt Ballou: grabación en GodCity, Magpie and Witch Doctor; mezclado en GodCity - Jacob Bannon: mezclado en GodCity - Alan Douches: masterizado en West West Side - Matthew Ellard: mezclado en GodCity - Shawn Moseley: ingeniería adicional - Chris Moylan: ingeniería adicional Ilustraciones - Jacob Bannon: ilustración Producción de Redux - Alan Douches: remasterizado en GodCity - Kurt Ballou: remezclado en GodCity |

## Posiciones
| Lista (2004)          | Posición más alta |
| --------------------- | ----------------- |
| Japanese Album Chart  | 246               |
| UK Albums Chart       | 190               |
| US Billboard 200      | 171               |
| US Heatseekers Albums | 12                |
| US Independent Albums | 16                |

### Posiciones Redux
| Lista (2016)    | Posición más alta |
| --------------- | ----------------- |
| US Vinyl Albums | 11                |